# Kapellenbergturm

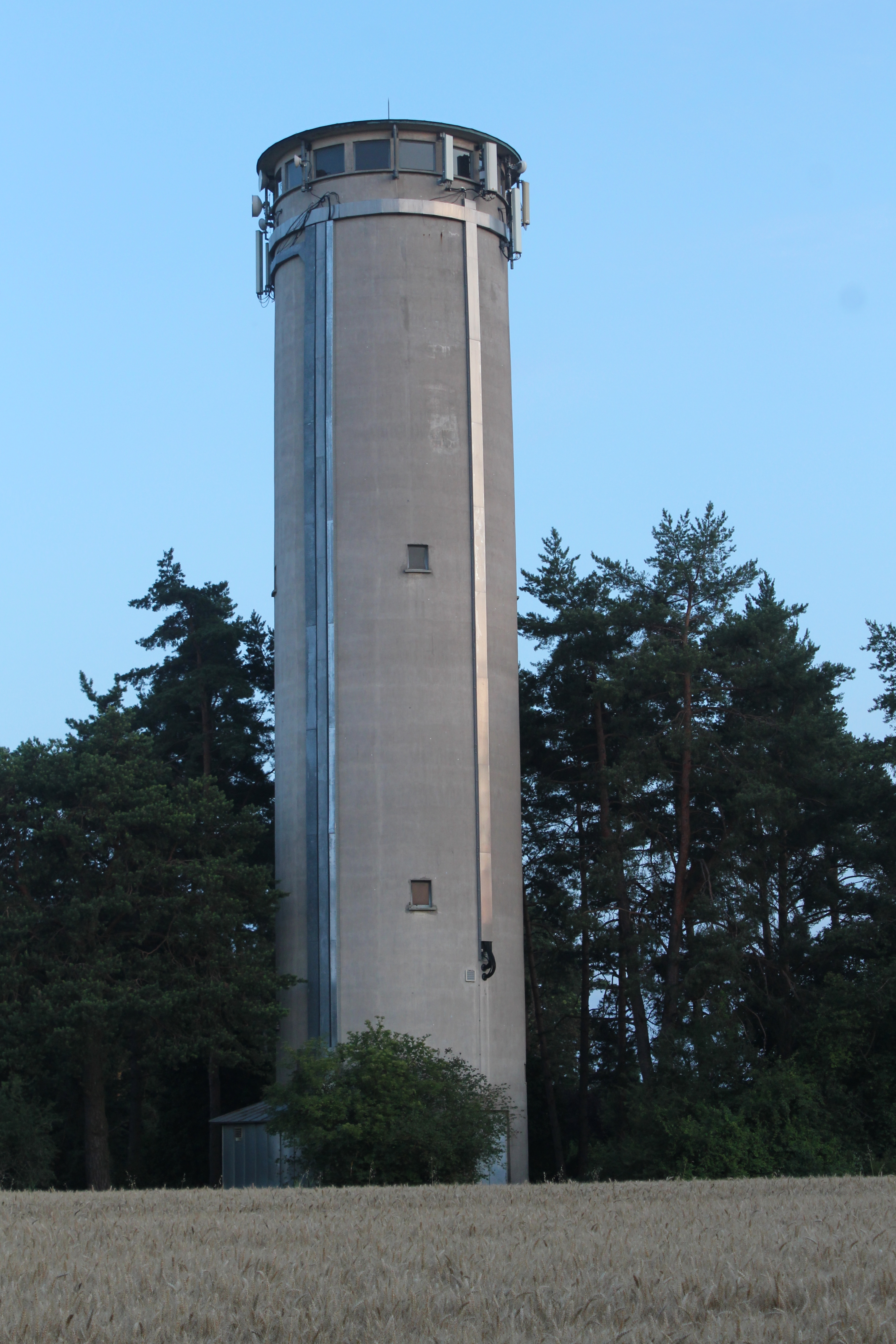
Kapellenbergturm

Der Kapellenbergturm ist ein 30 Meter hoher Wasserturm in Grafenau-Döffingen.
Er wurde in den Jahren 1958 und 1959 erbaut und hat ein Fassungsvermögen von 200 Kubikmetern. Damit konnten 400 Einwohner mit Trinkwasser versorgt werden. Der Wasserturm besitzt eine für den Publikumsverkehr geschlossene Aussichtsplattform. 
Seine ursprünglichen Funktion als Wasserturm hat er verloren, da eine neue Druckerhöhungsanlage im Pumpwerk finanziell günstiger war als eine notwendige Sanierung des Betonturms. Allerdings gibt es Bestrebungen, den Turm als Bauwerk und Landmarke zu erhalten. Auch dient der Kapellenbergturm heute als Mobilfunkturm, für den bei Abriss Ersatz geschaffen werden müsste.

## Nachweise
1. ↑  Stuttgarter Zeitung, 17. Mai 2019: Kathrin Haasis, Wasserturm bleibt auch ohne Wasser

Koordinaten: 48° 42′ 18,6″ N, 8° 55′ 18″ O